# Joseph Stadler
Joseph F. Stadler (né le 7 avril 1887 et mort le 25 février 1950) est un athlète américain spécialiste des sauts sans élan. Son club était le Franklin Athletic Club.

## Biographie

### Palmarès
| Date | Compétition           | Lieu        | Résultat | Épreuve     | Performance |
| ---- | --------------------- | ----------- | -------- | ----------- | ----------- |
| 1904 | Jeux olympiques d'été | Saint-Louis | 2e       | Hauteur     | 1,457 m     |
| 1904 | Jeux olympiques d'été | Saint-Louis | 3e       | Triple saut | 9,60 m      |